# Battaglia del bacino di Chosin
La battaglia del bacino di Chosin, conosciuta anche come campagna del bacino di Chosin o campagna del lago Changjin (in coreano: 장진호 전투; in hanja: 長津湖戰鬪; in coreano trascritto: Jangjin ho jeontu; in cinese: 长津湖战役; in pinyin: Cháng Jīn Hú Zhànyì) fu una battaglia decisiva della Guerra di Corea. Il nome "Chosin" deriva dalla pronuncia giapponese "Chōshin", usata al posto di quella coreana "Changjin", a sua volta utilizzata per la parola cinese 長津. La scelta toponomastica fu dovuta al fatto che le forze delle Nazioni Unite si affidavano a mappe in lingua giapponese, risalenti all'occupazione nipponica della Corea avvenuta nel corso della seconda guerra mondiale. La battaglia ebbe inizio quando la neonata Repubblica Popolare Cinese entrò nel conflitto coreano, infiltrando la 9ª armata dell'esercito volontario del popolo (PVA) nella regione nordorientale della Corea del Nord.
Il 27 novembre 1950, la 9ª armata cinese colse di sorpresa il X Corpo statunitense di stanza presso l'area del bacino di Chosin, sotto il comando del maggior generale Edward Almond. A seguito dell'attacco a sorpresa vi fu una cruenta battaglia durata 17 giorni, combattuta nel rigido clima invernale. Nel periodo che andò dal 27 novembre al 13 dicembre, 30 000 soldati delle Nazioni Unite, sotto il comando del maggior generale Oliver P. Smith, furono circondati e attaccati da circa 120 000 soldati cinesi, sotto il comando del generale Song Shi-Lun, il quale aveva ricevuto ordini diretti da Mao Zedong di distruggere le forze delle Nazioni Unite. Queste ultime, nonostante la situazione critica, riuscirono a battere in ritirata e a rompere l'accerchiamento, infliggendo pesanti perdite ai cinesi. L'evacuazione del X Corpo dal porto di Hungnam segnò il completo ritiro delle forze dell'ONU dalla Corea del Nord. L'evacuazione dei soldati statunitensi riuscì soprattutto grazie alle azioni della Task Force Faith, che disposta a est della loro posizione, subì in pieno la violenza dell'attacco cinese. Senza la Task Force Faith ad assorbire l'urto dell'offensiva, con gravi perdite e membri della Task Force catturati, i marines a ovest sarebbero stati molto probabilmente circondati. I cinesi, d'altro canto, pur riuscendo a cacciare le forze delle Nazioni Unite dalla regione nordorientale della Corea del Nord, subirono pesantissime perdite.

## Antefatti

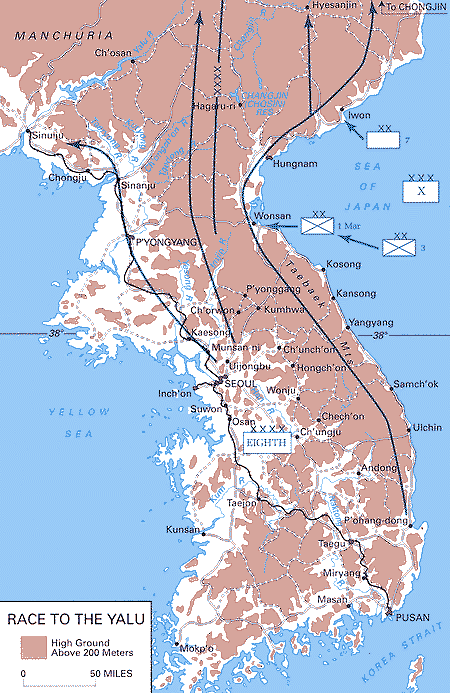
Mappa dell'avanzamento delle truppe delle Nazioni Unite verso il fiume Yalu.

Nell'ottobre del 1950, nonostante il X Corpo statunitense fosse sbarcato con successo a Incheon, e avesse distrutto l'Armata del popolo coreano, la guerra non era ancora finita. Le forze delle Nazioni Unite avanzavano rapidamente in Corea del Nord con l'obiettivo di riunificare il nord e il sud della penisola entro la fine del 1950. La Corea del Nord era divisa al centro dall'insormontabile catena montuosa dei Monti Taebaek, che di fatto separava le forze ONU in due gruppi. L'8ª Armata americana avanzava a nord passando per la costa occidentale della penisola coreana, mentre il 1º Corpo della Repubblica di Corea (ROK) e il X Corpo americano avanzavano sul lato orientale.
Al contempo, la Repubblica Popolare Cinese entrò nel conflitto, dopo aver lanciato diversi moniti alle Nazioni Unite. Il 19 ottobre 1950, grosse formazioni di truppe cinesi, chiamate Esercito volontario del popolo (PVA), attraversarono segretamente il confine ed entrarono in Corea del Nord. Una delle prime unità dell'esercito cinese a raggiungere il bacino di Chosin fu il 42º Corpo PVA, con gli ordini di fermare l'avanzata ONU a est. Il 25 ottobre, il 1º Corpo ROK incontrò le forze cinesi durante la propria avanzata, e fu fermato al passo di Funchilin, a sud del bacino di Chosin. Dopo lo sbarco a Wonsan, il 2 novembre la 1ª Divisione Marine del X Corpo ingaggiò i difensori della 124ª Divisione PVA cinese, e nella battaglia che seguì gli americani provocarono perdite ingenti fra i cinesi. Quattro giorni dopo, i cinesi ordinarono la ritirata a nord, con l'intenzione di attirare le forze delle Nazioni Unite all'interno del bacino di Chosin. Il 24 novembre, la divisione americana aveva occupato le città di Sinhung-ni e Yudam-ni, rispettivamente a est e a ovest del bacino.
Di fronte agli improvvisi attacchi delle forze cinesi nel settore dell'Ottava Armata, il generale Douglas MacArthur ordinò il lancio della seconda fase della campagna del Settore Occidentale, soprannominata "A casa entro Natale". A supporto dell'offensiva, MacArthur ordinò al X Corpo di attaccare il bacino di Chosin e di tagliare le linee di rifornimento nemiche che passavano tra le città di Manpojin, Kanggye e Huichon. Come risposta, il maggiore generale Edward M. Almond, comandante del X Corpo, preparò un piano di attacco per il 21 novembre. Ordinò alla 1ª Divisione Marine di avanzare a ovest attraverso Yudam-ni, mentre la 7ª Divisione di Fanteria avrebbe dovuto fornire un reggimento di supporto per proteggere il fianco destro a Sinhung-ni. La 3ª Divisione di Fanteria avrebbe dovuto inoltre proteggere il fianco sinistro, mentre manteneva in sicurezza le retrovie. A quel punto, il X Corpo era penetrato in un lungo e stretto fronte di 400 miglia.
Sorpreso dallo sbarco dei marine a Wonsan, il 31 ottobre il presidente cinese Mao Zedong ordinò l'immediata distruzione di tutte le divisioni nemiche, inviando un telegramma al comandante delle truppe cinesi Song Shi-Lun. Sotto ordini urgenti di Mao, il 9º Corpo d'armata cinese si infiltrò in Corea del Nord. Senza essere scoperto dalle intelligence delle Nazioni Unite, l'esercito cinese si avvicinò senza problemi al bacino di Chosin, allentando la pressione ricevuta dal 42º Corpo PVA di stanza a Yudam-ni, anche grazie agli sforzi del 20º Corpo e della 9ª Armata.

## I preparativi

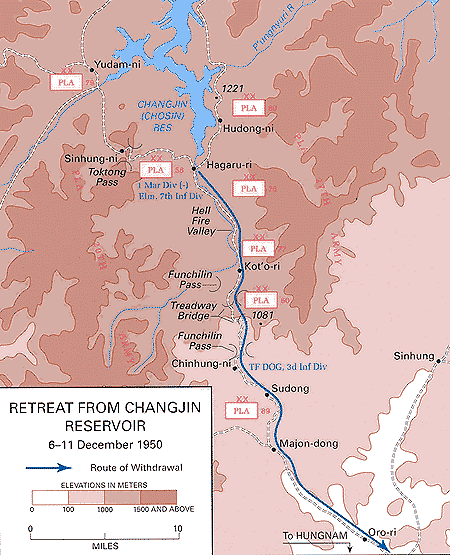
Mappa delle principali località della battaglia.

### Luogo, terreno e condizioni meteo
Il bacino di Chosin è un lago artificiale situato nella regione nordorientale della penisola coreana. La battaglia si svolse principalmente lungo la strada di 126 km che collegava la città portuale di Hungnam al bacino, e che fungeva da unica via di fuga per le truppe dell'ONU. La strada si divideva presso Hagaru-ri e poteva portare a Yudam-ni o a Sinhung-ni, cittadine situate rispettivamente sui fianchi occidentale e orientale del bacino. L'area intorno al lago artificiale era scarsamente popolata.
La battaglia fu combattuta su uno dei terreni più impervi e con le condizioni invernali più avverse mai incontrate in tutta la guerra. La strada era stata realizzata tagliando i terreni collinosi della regione, che creavano salite e discese molto scoscese. Inoltre, essa era sovrastata da grandi vette, come il passo di Funchilin o il passo di Toktong. La qualità del terreno stradale era scarsa, e in alcuni tratti la strada era semplicemente una pista sterrata. Il 14 novembre, un fronte freddo preveniente dalla Siberia scese sopra il bacino, e le temperature arrivarono a toccare i -37 °C. Il tempo gelido, accompagnato dal terreno ghiacciato, creò un elevato rischio di vittime per congelamento, incidenti sulle strade ghiacciate o malfunzionamento delle armi. Le forniture mediche si ghiacciarono; le siringhe di morfina dovevano essere decongelate nella bocca di un medico prima di essere iniettate; il sangue e il plasma ghiacciato divennero inutilizzabili. Persino tagliare pezzi d'abito per trattare una ferita esponeva al rischio di gangrena o congelamento. Le batterie per i fuoristrada e le radio non funzionavano a così basse temperature, e così gran parte dell'equipaggiamento divenne inutilizzabile. Il lubrificante per le armi divenne troppo viscoso per essere usato appropriatamente, e alcune componenti delle armi in dotazione, a causa delle basse temperature, non avrebbero funzionato a dovere, provocando l'impossibilità di sparare o l'inceppamento dell'arma.

### Piani e forze contrapposti

#### Nazioni Unite

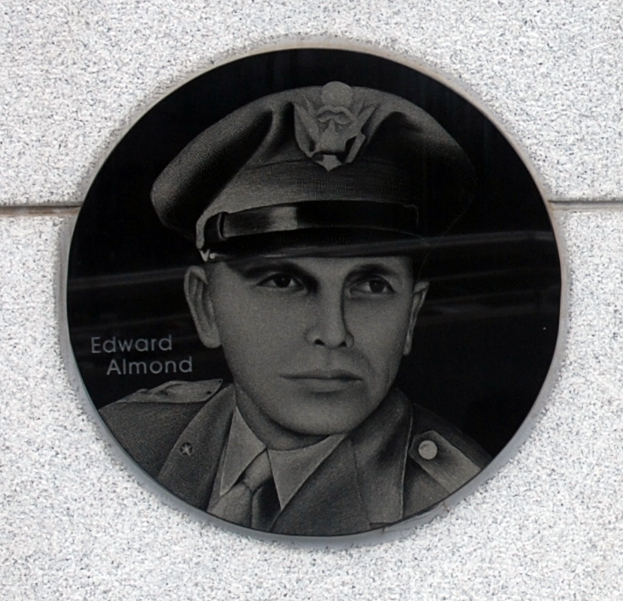
Il maggior generale Edward Almond, comandante dello US X Corp

Anche se la 1ª Divisione Marine era sbarcata a Wonsan in accordo con i piani del X Corpo, redatti dal maggiore generale Almond, fra costui e il maggiore generale Oliver P. Smith della divisione dei marine correva odio reciproco, risalente a un incontro a Incheon a cui entrambi gli ufficiali parteciparono. In questo incontro Almond aveva fatto il gradasso, dichiarando che era facile effettuare uno sbarco anfibio, pur non avendo mai partecipato ad alcuna operazione del genere. Smith credeva che in Corea del Nord ci fosse un grande numero di truppe cinesi, nonostante il quartier generale a Tokyo affermasse il contrario, ma Almond riteneva che Smith fosse troppo cauto. La sfiducia reciproca fra i due comandanti fece sì che Smith rallentasse l'avanzata della propria divisione verso il bacino di Chosin, violando le istruzioni di Almond. Smith stabilì dei punti di rifornimento e delle piste di atterraggio lungo la via presso Hagaru-ri e Koto-ri.
Man mano che il X Corpo si faceva strada verso il bacino, i cinesi elaborarono la propria strategia, sulla base delle precedenti esperienze belliche della guerra civile cinese. Sulla base dell'ipotesi che presso il bacino ci sarebbe stata una debole presenza nemica, il piano dei comandanti del 9º Corpo cinese era di distruggere per prima le guarnigioni ONU presso Yudam-ni e Sinhung-ni, per poi dirigersi verso Hagaru-ri. Credendo che il grosso delle truppe americane del X Corpo si sarebbero mosse in aiuto delle unità distrutte a nord, la 9ª Armata cinese avrebbe bloccato e intrappolato le forze principali delle Nazioni Unite sulla strada fra Hagaru-ri e Hungnam. L'armata decise di impegnare otto divisioni nella battaglia, concentrando il resto delle proprie forze a Yudam-ni e Sinhung-ni.
Il piano cinese aveva come difetto principale la mancanza di informazioni accurate sulle forze delle Nazioni Unite. Infatti, anche se il X Corpo americano si era assottigliato lungo la regione nord-orientale, il rallentamento dell'avanzata dei marines causato dal maggiore generale Smith aveva permesso la concentrazione delle forze della 1ª Divisione presso Yudam-ni. Inoltre la città Hagaru-ri, pur essendo di importanza strategica per la sua posizione sulla via di fuga oltre che per la presenza di un aeroporto e di un centro di rifornimenti, fu attaccata solo la notte del 28 novembre, facendo venire meno l'effetto sorpresa e consentendo un'organizzazione delle difese.
Sulla riva orientale del lago era posizionato unicamente il Regimental Combat Team 31 (RCT-31) americano, composto inizialmente dal 31º reggimento Fanteria, dal 57º Battaglione artiglieria da campagna e dalla Compagnia C del 13º battaglione genio, (in seguito chiamato "Task Force Faith"). Quest'unità sostenne l'impatto maggiore dell'assalto cinese.
Dal punto di vista degli effettivi, le forze delle Nazioni Unite potevano contare su una forza di 25 473 uomini, a cui si unirono i rinforzi del 41° Commando dei Royal Marines inglesi, e l'equivalente di due reggimenti provenienti dalla 3ª e 7ª Divisione di fanteria. Le forze dell'ONU contarono su circa 30 000 uomini durante il corso della battaglia. Fra l'altro, le forze di terra a Chosin ricevettero il supporto di una delle più grandi concentrazioni di forza aerea di tutta la guerra di Corea, visto che il 1º Stormo Marine, di stanza presso l'aeroporto di Yonpo, e cinque portaerei della US Navy Task Force 77 furono in grado di lanciare fino a 230 missioni al giorno per dare appoggio aereo ravvicinato durante la battaglia, mentre il Far East Combat Cargo Command di stanza in Giappone riuscì a paracadutare 250 tonnellate di rifornimenti al giorno per rifornire le forze alleate intrappolate.

#### Cina

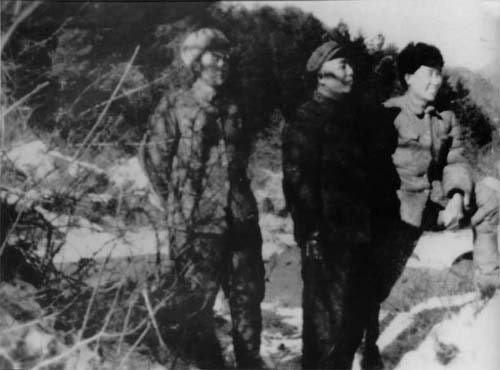
Song Shi-Lun (nel mezzo), comandante del 9º Corpo dell'esercito popolare di volontari cinese.

Nonostante il 9º Corpo fosse una delle formazioni d'élite cinesi, composta da veterani ed ex prigionieri di guerra dalla campagna di Huaihai, esso aveva diverse carenze che ostacolarono la propria capacità offensiva durante la battaglia. Inizialmente la formazione avrebbe dovuto essere rifornita di equipaggiamenti in Manciuria durante il mese di novembre, ma l'ordine improvviso di Mao impedì che ciò avvenisse. Di conseguenza i soldati cinesi non avevano indumenti adatti per il rigido clima invernale coreano. Allo stesso modo, lo scarso apparato logistico costrinse il 9º Corpo ad abbandonare l'artiglieria pesante, combattendo tra l'altro con poco cibo e munizioni. La carenza di cibo obbligò il 9º Corpo a stazionare un terzo delle sue forze lontano dal bacino di Chosin, come riserve, e la fame e le intemperie incominciarono a mietere vittime fra le forze cinesi prima ancora che potessero arrivare i rifornimenti, tanto che alla fine della battaglia furono più i morti per fame e per freddo che per il combattimento e le incursioni aeree.
I cinesi inizialmente potevano contare su 120 000 uomini, dato che il corpo di spedizione cinese era composto da 12 divisioni di più di 10 000 uomini ciascuna. Inoltre, prima del suo ingresso in Corea,  il 9º Corpo ricevette ulteriori rinforzi. Questi ultimi erano composti dai soldati appartenenti alle divisioni nazionaliste "liberate" (arrese ai comunisti cinesi) che venivano distribuiti fra le divisioni preesistenti. Alla fine, tutte e dodici le divisioni furono schierate. Otto divisioni del 20º e 27º Corpo furono impiegate come forza d'attacco principale. Quattro divisioni del 26º Corpo inizialmente furono tenute come riserve, ma dopo che i primi due corpi esaurirono tutta la loro forza furono mandate sul campo di battaglia.

## Svolgimento della battaglia

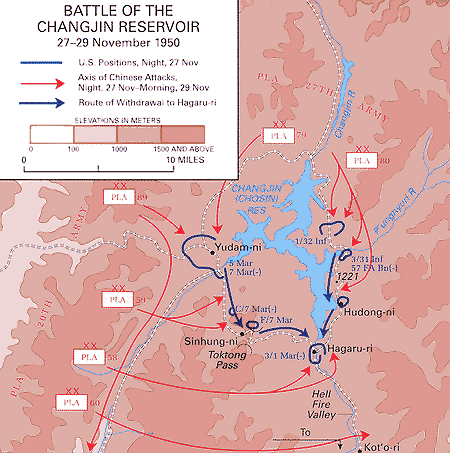
Mappa della battaglia.

La notte del 27 novembre, diverse unità cinesi lanciarono attacchi multipli e tesero numerose imboscate lungo la strada che collegava il bacino di Chosin a Koto-ri. A Yudam-ni, il 5º, 7º e 11º reggimento dei Marines furono circondati e attaccati da due divisioni cinesi, mentre un'ulteriore divisione attaccava la strada fra Yudam-ni e Hagaru-ri per interrompere le comunicazioni. In maniera simile, la Task Force Faith fu isolata e attaccata di sorpresa da tre divisioni. A Hagaru-ri, il quartier generale della 1st Marine Division fu attaccato dalla 58ª Divisione cinese. Infine, la 60ª Divisione cinese circondò da nord alcuni Marines a Koto-ri. Completamente colti di sorpresa, le forze delle Nazioni Unite furono accerchiate a Yudam-ni, Sinhung-ni, Hagaru-ri e Koto-ri in poche ore.

### Le azioni a Yudam-ni
Il 27 novembre, seguendo le istruzioni di Almond, Smith ordinò al 5° Marines di attaccare a ovest verso Mupyong-ni. L'attacco però fu subito bloccato dai cinesi, che obbligarono i Marines a trincerarsi sulle creste che circondavano la città di Yudam-ni. Con il calare delle tenebre, tre reggimenti cinesi della 79ª Divisione si infiltrarono nelle posizioni statunitensi, e attaccarono le colline da nord e nordovest, sperando di annientare l'intera guarnigione in un solo attacco. Ben presto si iniziò a combattere in maniera ravvicinata, man mano che i cinesi si infiltravano nelle posizioni dei Marines, ma i due reggimenti riuscirono a resistere, infliggendo pesanti perdite fra i cinesi. All'alba del giorno successivo, le forze cinesi e i difensori americani raggiunsero una situazione di stallo intorno al perimetro di Yudam-ni.
Mentre la battaglia infuriava presso Yudam-ni, la 59ª Divisione cinese bloccava la strada che collegava la città a Hagaru-ri, attaccando le compagnie Charlie e Fox del 7º reggimento a difesa del luogo. L'assalto riuscì, costringendo la compagnia Charlie a ritrarsi presso Yudam-ni, mentre la Fox rimase intrappolata nel passo di Toktong, il quale era di importanza strategica poiché permetteva il controllo della via di fuga. Il 29 novembre furono compiuti numerosi tentativi di soccorrere la compagnia che, nonostante le elevate perdite inflitte ai cinesi, fallirono nel rompere l'assedio. Aiutati dall'artiglieria alleata di stanza a Hagaru-ri e dal supporto aereo dei caccia Corsair, la compagnia Fox riuscì a resistere per cinque giorni agli attacchi costanti da parte della 59ª Divisione cinese, ovvero fino all'arrivo delle truppe americane in ritirata da Yudam-ni il 2 dicembre.

Dopo le pesanti perdite subite dalla 79ª Divisione, il quartier generale del 9º Corpo cinese si accorse che la maggior parte della 1ª Divisione Marine era di stanza a Yudam-ni, con una forza effettiva doppia rispetto a quella stimata. Credendo che qualsiasi ulteriore assalto sarebbe stato inutile, il comandante Song Shi-Lun ordinò all'armata di concentrare l'offensiva principale contro Sinhung-ni e Hagaru-ri, sospendendo gli attacchi su Yudam-ni dal 28 novembre al 30 novembre. Allo stesso tempo l'ottava armata statunitense nella Corea occidentale fu costretta alla ritirata completa dopo la disfatta del fiume Ch'ongch'on e MacArthur ordinò ad Almond di evacuare il X Corpo presso il porto di Hungnam. Sotto gli ordini di Almond e Smith, il tenente colonnello Raymond L. Murray e il colonnello Homer L. Litzenberg, comandanti del 5º e 7º reggimento Marines, ordinarono congiuntamente di fuggire da Yudam-ni verso Hagaru-ri il 30 novembre. Di fronte ai difficili combattimenti tra i cinesi e i Marines, Smith commentò: «Al diavolo la ritirata! Non stiamo fuggendo, siamo solo avanzando in un'altra direzione». 

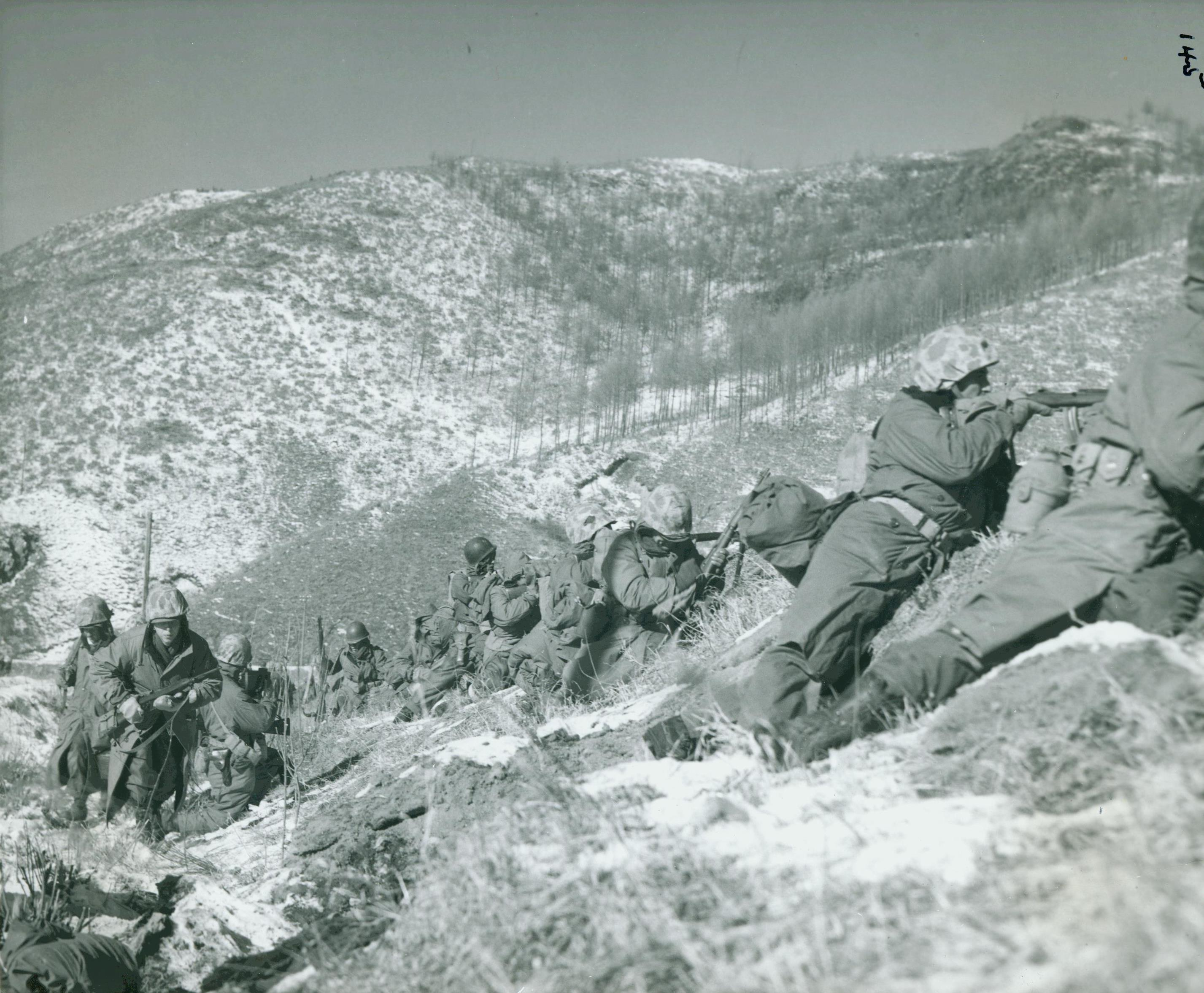
Alcuni Marines, al riparo di grossi massi, ingaggiano le forze cinesi.

 Per la fuga, i Marines si disposero in convoglio, con un singolo carro M4A3 Sherman come aprifila. Il piano prevedeva di posizionare il 3º e 5º battaglione Marines come avanguardie del convoglio, mentre altri tre battaglioni avrebbero coperto le retrovie. Allo stesso tempo il 1º e 7º battaglione avrebbero attaccato in direzione della compagnia Fox, per liberare la strada del passo di Toktong. Per incominciare l'evacuazione, il 3º e il 7º battaglione avrebbero attaccato a sud e catturato due colline per coprire la strada e fronteggiare eventuali attacchi cinesi. Il tutto sarebbe stato condotto sotto la protezione dell'aviazione statunitense.
La mattina del 1 dicembre, i due battaglioni di avanguardia ingaggiarono il 175º reggimento cinese arroccato sopra le Colline 1542 e 1419. I tenaci difensori cinesi riuscirono presto a costringere gli assaltatori a trincerarsi sui pendii delle colline, mentre i convogli passarono davanti a quelle posizioni nel pomeriggio. Con Hagaru-ri ancora nelle mani americane, l'alto comando cinese ordinò l'invio immediato di una divisione presso Yudam-ni per riprendere l'offensiva, mentre la 89ª Divisione si precipitava a sud verso Koto-ri. I cinesi colpirono di notte, e i combattimenti feroci ingaggiati nelle retrovie costrinsero gli americani a chiamare supporto aereo notturno per sopprimere gli attacchi. I combattimenti durarono fino alla mattina del 2 dicembre, quando tutti i battaglioni Marines riuscirono a evacuare da Yudam-ni.
Allo stesso tempo il 1º e 7º battaglione riuscirono ad avere la meglio del blocco cinese a sud-est nella notte tra l'1 ed il 2 dicembre. Nonostante i propri soldati fossero stremati dal combattimento, dalla fame e dal freddo, la 59ª Divisione cinese inviò gli ultimi cinque plotoni a propria disposizione. Con l'arrivo delle tenebre, i Marines riuscirono a catturare la sommità delle colline 1542 e 1419 e incominciarono a marciare sul versante orientale della strada sfruttando a proprio favore l'elemento sorpresa e distruggendo diverse postazioni cinesi. Il mattino del 2 dicembre, un attacco congiunto dei due battaglioni e della compagnia Charlie riuscirono a mettere in sicurezza il passo di Toktong, riuscendo quindi ad aprire la strada tra Yudam-ni e Hagaru-ri.
Nonostante la strada fosse libera, il convoglio dovette comunque farsi strada combattendo numerose postazioni cinesi sulle colline sovrastanti. Nella prima notte della ritirata, i cinesi colpirono il convoglio in grande numero, provocando gravi perdite fra i soldati del 3º e 5º battaglione Marines. Malgrado il forte supporto aereo che eliminò gran parte delle forze cinesi per il resto della marcia, il freddo, il fuoco nemico, incursioni e blocchi stradali rallentarono di molto l'evacuazione, che costò numerose perdite agli americani. Nonostante tutto ciò, il convoglio raggiunse Hagaru-ri in maniera ordinata il pomeriggio del 3 dicembre, completando la ritirata il 4 dicembre.

### La situazione a est del bacino

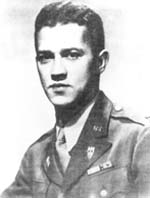
Il tenente colonnello Don C. Faith, comandante del reggimento dopo la scomparsa dell'ufficiale MacLean, che diede il nome alla task force grazie alla sua leadership.

Il Regimental Combat Team 31 (RCT-31), in seguito conosciuto come "Task Force Faith", fu un reggimento d'assalto formato in maniera approssimata prendendo uomini dalla 7ª Divisione di fanteria che proteggeva il fianco destro dell'avanzata dei Marines verso Mupyong-ni. Prima della battaglia RCT-31 si era sovra estesa nella zona, con alcuni elementi dello stesso reggimento separati fra le colline a nord di Sinhung-ni, le insenature a ovest di Sinhung-ni e la città di Hudong-ni a sud di Sinhung-ni. Nonostante i cinesi ipotizzassero che RCT-31 fosse un semplice reggimento di supporto, la task force in realtà poteva contare sulla forza di uno dei battaglioni dispersi, dato che il grosso della 7ª Divisione era sparpagliato per tutto il nordovest della Corea.
La notte del 27 novembre, tre reggimenti cinesi dell'80ª Divisione attaccarono le colline nordorientali e le insenature, prendendo completamente di sorpresa i difensori. La battaglia provocò ingenti perdite sulle colline, mentre il 75º Battaglione di artiglieria da campo e il 3º Battaglione di fanteria presso la insenature furono completamente sopraffatti. I cinesi inoltre inviarono il 242º Reggimento della 81ª Divisione verso la Collina 1221, una collina non protetta che controllava la strada fra Sinhung-ni e Hudong-ni. Alla fine della prima notte di combattimento, RCT-31 era divisa in tre gruppi.
Credendo che i difensori alle insenature fossero stati completamente annientati, i cinesi interruppero l'offensiva, e avanzarono verso le posizioni americane per saccheggiare cibo e indumenti. Al sorgere del giorno 28 tuttavia, il 3º battaglione contrattaccò i cinesi, mettendoli in fuga. Nel pomeriggio, Almond si recò nel perimetro di RCT-31, credendo che la task force fosse abbastanza forte da poter incominciare un'offensiva verso nord per affrontare i sopravvissuti delle forze cinesi in fuga. Almond ordinò al colonnello Allan D. MacLean, il comandante della task force, di riprendere l'offensiva a nord, decorando anche tre ufficiali di MacLean con delle Stelle d'argento. Per il disgusto della situazione grottesca, il tenente colonnello Don C. Faith, comandante del 1º battaglione, gettò la sua medaglia nella neve.
La notte del 28 novembre, l'80ª Divisione cinese attaccò ancora le posizioni della task foce con quattro reggimenti. Presso la baia, l'assalto cinese si rivelò un disastro, con le comunicazioni interrotte e il devastante fuoco delle batterie antiaeree americane contro di loro. Subito dopo il combattimento, i due reggimenti cinesi rimasti avevano meno di 600 uomini. Tuttavia l'attacco cinese costrinse MacLean a ordinare la ritirata dalle colline nordorientali verso la baia. Il 29 novembre il 1º Battaglione riuscì a rompere l'accerchiamento cinese e raggiungere Sinhung-ni tuttavia MacLean nel tragitto scambiò alcuni soldati cinesi per americani e fu ucciso da essi. I cinesi fermarono gli attacchi la notte del 29 novembre, in attesa di rinforzi.
Con la RCT-31 sotto assedio, Almond diede ordini alla 1ª Divisione Marine di soccorrere la task force evacuando da Yudam-ni, un ordine che per Smith era impossibile da portare avanti. Solo la 31ª Compagnia Carri Armati cercò di soccorrere i soldati in trappola, attaccando la Collina 1221, ma senza il supporto della fanteria, i due attacchi del 28 e 29 novembre furono bloccati dalle strade scoscese, dal terreno accidentato e dagli assalti ravvicinati della fanteria nemica. Il 30 novembre le forze americane evacuarono Hudong-ni per difendere Hagaru-ri, lasciando RCT-31 completamente isolato. 

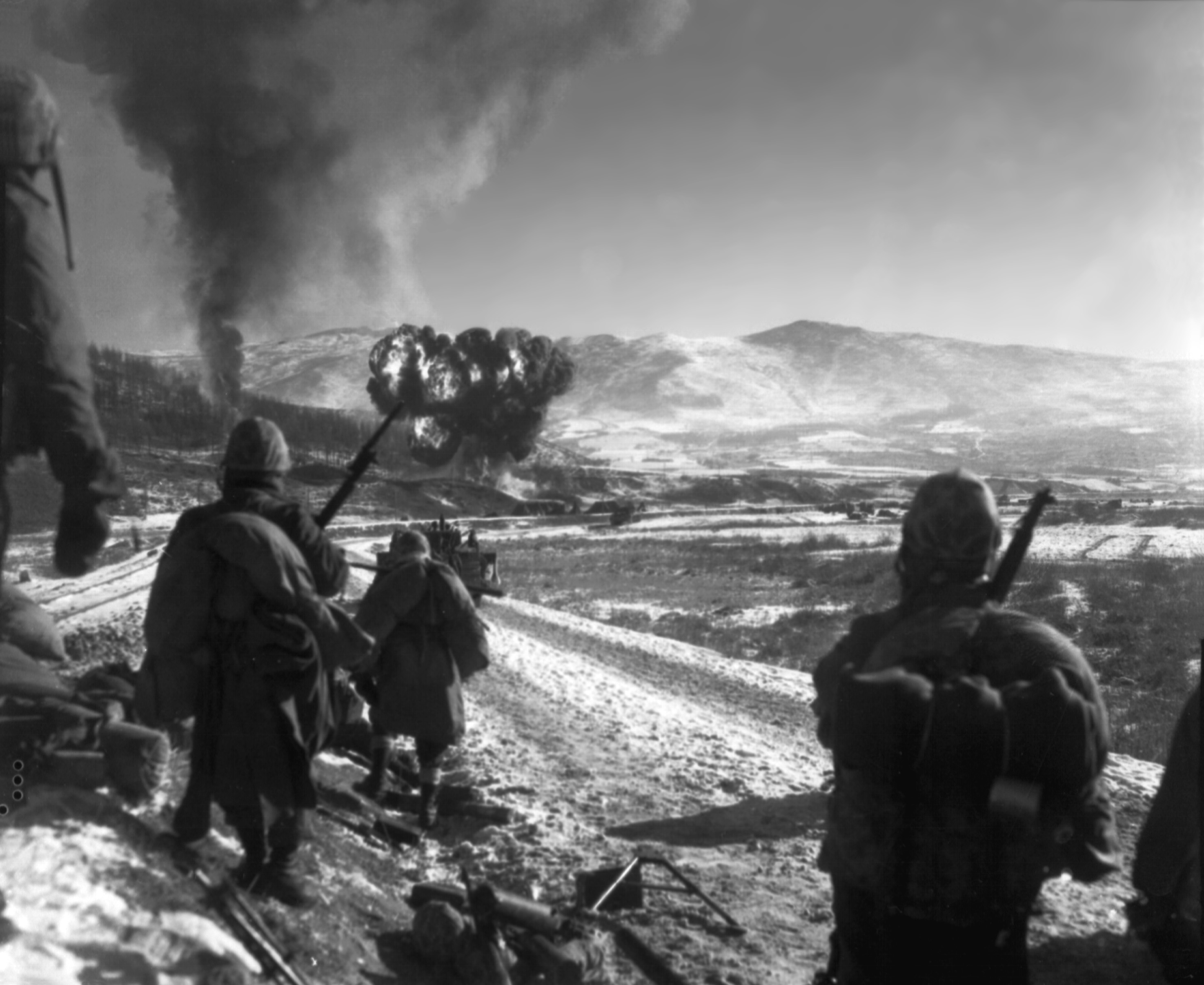
Alcuni Marines osservano i caccia Corsair mentre sganciano napalm sulle posizioni nemiche.

Il 30 novembre, il maggior generale David G. Barr, comandante della 7ª Divisione di fanteria, si recò a Sinhung-ni i per incontrarsi con Faith, che aveva assunto il comando della task force.
Faith espresse le sue riserve sulle difficoltà di evacuazione, in particolare dei 500 feriti che dovevano portare con sé. Nello stesso giorno, parti della 94ª Divisione e il resto della 81ª rinforzarono la 90ª divisione cinese rimasta in attesa. A mezzanotte, sei reggimenti cinesi ripresero gli attacchi, e Zhan Danan, comandante dell'80ª Divisione, ordinò la completa distruzione della task force prima dell'alba. Ancora una volta le batterie antiaeree del 57º battaglione riuscirono a mantenere a debita distanza i cinesi, ma le munizioni stavano ormai esaurendosi. Finalmente, il 1º dicembre, Faith ordinò la ritirata da Sinhung-ni a Hagaru-ri.
L'evacuazione ebbe inizio appena le condizioni meteo permisero al 1º Stormo Marine di fornire supporto aereo il 1º dicembre. Appena i soldati formarono il convoglio e cercarono di uscire dal perimetro, il 241º Reggimento cinese fece irruzione sulle forze americane, mentre altri tre reggimenti si avvicinavano. Senza altra scelta, gli aerei di supporto sganciarono napalm di fronte alla RCT-31, causando vittime sia fra i cinesi sia fra gli americani. La conseguente tempesta di fiamme annientò la compagnia cinese, permettendo al convoglio di avanzare. Mentre il fronte del convoglio procedeva, il fuoco nemico causò la fuga dei soldati in retroguardia, che cercarono riparo sotto la strada anziché proteggere i camion del convoglio. I cinesi uccisero o ferirono tutti gli occupanti dei camion, inclusi gli autisti, che vedevano per ovvie ragioni il proprio compito come una missione suicida. Lentamente, il convoglio si avvicinò a un posto di blocco sotto la Collina 1221 nel tardo pomeriggio. Faith, guidando l'assalto al blocco, fu colpito da una granata cinese, e morì per le ferite riportate. Numerosi gruppi cercarono di rendere sicura la collina, ma dopo aver conquistato solo parte dell'obiettivo, i soldati senza alcuna guida continuarono fino al bacino ghiacciato anziché ritornare alla colonna. Il convoglio riuscì a passare il primo posto di blocco, ma ne raggiunse un secondo da Hudong-ni. A questo punto la task force di disintegrò sotto l'urto degli attacchi cinesi. Dei 2 500 soldati originari, circa 1 050 riuscirono a raggiungere Hagaru-ri, e solo 385 sopravvissuti furono giudicati ancora abili al combattimento. I reduci del RCT-31 furono inquadrati in un battaglione provvisorio per il resto della battaglia.

### Le azioni a Hugaru-ri
Per supportare l'attacco dei Marines presso Mupyong-ni, Hagaru-ri era diventata un'importante base di rifornimento nella quale era presente anche un aeroporto in costruzione. Anche lo stesso generale Smith ed il quartier generale della 1ª Divisione Marines si trovavano nella città. Con il grosso della divisione di Marines riunito a Yudam-ni, l'area era scarsamente difesa da soli due battaglioni del 1º e del 7º reggimento Marines, mentre il resto della guarnigione era composto da ingegneri e unità di supporto dell'esercito e del corpo dei Marines.
I piani originali cinesi prevedevano che la 58ª divisione attaccasse Hagaru-ri nella notte del 27 novembre, ma la divisione si perse per le campagne a causa dell'utilizzo di mappe giapponesi non aggiornate. Le truppe cinesi arrivarono in città solo all'alba del 28 novembre. Nel frattempo, dai combattimenti e dalle imboscate tese nella notte precedente, la guarnigione si era accorta delle truppe cinesi che avevano circondato la città. Il tenente colonnello Thomas L. Ridge, comandante del 3º battaglione Marines predisse che l'attacco cinese sarebbe avvenuto nella notte del 28 novembre. A quel punto, tutti i difensori, incluse le unità di supporto in retroguardia, che avevano poca dimestichezza con il combattimento, furono inviate in prima linea a causa della mancanza di effettivi, e tutto il perimetro andò in massima allerta dalle 21:30.
Non passò molto tempo prima che il 173º reggimento cinese attaccò il perimetro occidentale e meridionale, mentre il 172º reggimento colpì le colline sul perimetro nordorientale. Nonostante la preparazione, la guarnigione sotto organico fu travolta dall'offensiva, con i cinesi che riuscirono ad aprire diverse falle nelle difese e a raggiungere le retrovie. Nel caos che ne seguì tuttavia, i soldati cinesi incominciarono a comportarsi in maniera scomposta, saccheggiando cibo e vestiti anziché sfruttare la situazione. I difensori americani riuscirono quindi a distruggere le forze cinesi in una serie di contrattacchi, mentre i problemi di comunicazione fra i diversi reggimenti cinesi permisero di chiudere le brecce nel perimetro. Quando il combattimento finì, i cinesi erano riusciti a conquistare solo la Collina Est nella zona del perimetro nordorientale. Un altro attacco fu previsto per la notte del 29 novembre, ma incursioni aeree da parte dello stormo VMF-542 distrussero le formazioni cinesi prima ancora che l'attacco potesse essere messo in atto.
Data la mancanza critica di effettivi a Hagaru-ri, il 29 novembre Smith ordinò al colonnello Lewis "Chesty" Puller del 1º reggimento Marine di assemblare una task force da inviare a nord di Koto-ri per aprire una strada a sud di Hagaru-ri. Fu quindi formata una task force composta da 921 Royal Marines, la compagnia G del 1° Marines e la compagnia B del 31º fanteria. Il gruppo fu soprannominato "Task Force Drysdale", in onore del comandante Douglas B. Drysdale. Nel pomeriggio del 29 novembre, la task force avanzò a nord di Koto-ri, costantemente sotto attacco dalla 60ª divisione dell'esercito cinese. L'esperienza sconcertante subita dalla task force fece sì che la strada percorsa guadagnasse l'appellativo di "Valle del fuoco infernale". Con i continui attacchi cinesi, la task force divenne disorganizzata, e un camion distrutto al centro del convoglio divise in due segmenti il gruppo. Anche se il segmento frontale riuscì a raggiungere la città di Hagaru-ri nella notte del 29 novembre, quello in retroguardia fu distrutto. Con 159 feriti e 162 morti e dispersi, la task force riuscì a fornire ulteriori 300 soldati ai difensori di Hagaru-ri.

### La rottura dell'accerchiamento
Dopo un breve periodo di riposo, il 6 dicembre ebbe inizio la fuga. Il 7° Marines si posizionò in avanguardia alla colonna in ritirata, mentre il 5° Marines copriva le retrovie. Nello stesso periodo, il 26º Corpo cinese arrivò a Hagaru-ri, rimpinguando le divisioni già presenti. Mentre l'avanguardia americana avanzava contro le divisioni cinesi a sud della città, il 5° Marines riuscì a conquistare il perimetro cittadino e riconquistare la Collina Est dalle mani della 76ª divisione. In un ultimo tentativo di interrompere la fuga, i cinesi lanciarono una serie di attacchi notturni intorno a tutto il perimetro di Hagaru-ri. I Marines riuscirono però a respingere gli attacchi, infliggendo pesanti perdite.
Nel frattempo, l'avanguardia aveva aperto la strada fra Hagaru-ri e Koto-ri dopo aver conquistato un altopiano che circondava la strada. Tuttavia, appena i Marines incominciarono la ritirata sulla strada la 77ª divisione ritornò sulle vette sovrastanti e attaccò la colonna. Ebbe inizio un combattimento caotico che costrinse la colonna e le retrovie a rallentate fino quasi a fermarsi. I combattenti notturni dei Marines tuttavia, ritornarono per reprimere le forze cinesi, e gli attacchi americani riuscirono a distruggere la maggior parte delle forze cinesi. Il 7 dicembre, la colonna raggiunse Koto-ri con poca difficoltà, e gli ultimi elementi raggiunsero la città di notte.
Dopo il fallimento del 26º Corpo a Hagaru-ri, l'Alto Comando del PVA ordinò al 26º e 27º Corpo di inseguire le forze nemiche in fuga assieme al 20º Corpo e bloccarne la via di fuga. Ma con la quasi totalità del 20º Corpo annientato a Yudam-ni e Hagaru-ri, le uniche forze fra Koto-ri e Hungnam erano i sopravvissuti della 58ª e 60ª divisione. Song Shi-Lun ordinò a queste ultime di trincerarsi al passo di Funchilin e far esplodere il ponte di barche indispensabile per la fuga, sperando che il terreno e gli ostacoli avrebbero permesso ai due Corpi rimasti di raggiungere le forze in ritirata. Il 180º reggimento cinese di stanza alla Collina 1081 distrusse il ponte di cemento originale e altri due ponti improvvisati lì presenti, credendo che a quel punto i collegamenti sarebbero stati interrotti. In risposta, gli americani attaccarono la Collina 1081 da sud, e la catturarono il 9 dicembre, dopo che i difensori combatterono sino all'ultimo uomo. Allo stesso tempo, il 7° Marines e RCT-31 attaccarono il ponte di barche da nord, ma incontrarono i difensori già morti congelati nelle loro trincee. Una pattuglia della US 3rd Infantry Division’s Task Force Dog si mosse verso il passo di Funchilin il 9 dicembre.
Con la via verso Hungnam interrotta al passo, otto C-119 Flying Boxcars guidati dall 314º Stormo Trasporto Truppe furono impiegati per paracadutare sezioni portatili di ponte. Le otto sezioni separate del ponte furono paracadute sopra ai Marines, che le assemblarono immediatamente il 9 dicembre, permettendo alle forze delle Nazioni Unite di procedere. Le divisioni cinesi tentarono ancora di rallentare l'avanzata delle Nazioni Unite con incursioni e imboscate, ma dopo settimane di combattimenti ininterrotti, le due divisioni cinesi assieme potevano contare su soli 200 uomini. Le ultime forze dell'ONU lasciarono il passo l'11 dicembre.
L'ultimo combattimento durante la ritirata fu un'imboscata tesa a Sudong dall'89ª divisione, che la Task Force Dog respinse con relativa facilità. Le forze delle Nazioni Unite intrappolate riuscirono a raggiungere il perimetro di Hungnam alle 21:00 dell'11 dicembre.

### L'evacuazione a Hungnam
Al momento in cui le forze ONU raggiunsero Hungnam, MacArthur aveva già ordinato l'evacuazione del X Corpo l'8 dicembre, per rinforzare l'Ottava Armata, che era già esaurita e rapidamente in fuga verso il 38º parallelo. Seguendo i suoi ordini, alcune divisioni coreane e americane si erano già disposte a difesa del porto. Alcune schermaglie sorsero fra i difensori e gli inseguitori del 27º Corpo cinese, ma a causa del forte supporto navale fornito dalla US Navy Task Force 90, l'armata cinese, già dilaniata dai precedenti combattimenti, non era in grado di raggiungere il perimetro.
In quello che gli storici americani chiamarono la "più grande evacuazione via mare nella storia militare americana", una flotta di 193 navi lasciò il porto, evacuando non solo le forze delle Nazioni Unite, ma anche il loro equipaggiamento pesante e circa un terzo dei rifugiati coreani presenti nella città. Una nave di classe Victory, la SS Meredith Victory, evacuò da sola 14 000 rifugiati. L'ultima nave salpò alle 14:36 del 24 dicembre e il porto fu distrutto per impedirne l'uso alle forze cinesi e nord coreane. Il 27º Corpo cinese entrò nella città al mattino del giorno dopo.

## Perdite e conseguenze
Le forze delle Nazioni Unite riportarono un totale di 10 495 morti in battaglia: 4 385 US Marines, 3 163 membri del personale militare, 2 812 sudcoreani e 78 Royal Marines inglesi. Vi furono anche 7 338 perdite non in battaglia, prevalentemente per assideramento, raggiungendo un totale di 17 833 morti. Circa 105 000 soldati, 98 000 civili, 17 500 veicoli e 350 000 tonnellate di rifornimenti salparono da Hungnam. Il generale Smith fu riconosciuto come principale autore del salvataggio del US X Corps dalla completa distruzione, mentre la prima Divisione Marines, il 41° Royal Marines Commando e il RCT-31 ricevettero la Presidential Unit Citation per le loro azioni nella battaglia. Quattordici Marines, due altri soldati e un pilota marittimo ricevettero la Medal of Honor.
La nona armata del PVA cinese ebbe 19 202 morti in battaglia e 28 954 non in battaglia, questi ultimi attribuibili prevalentemente alla carenza di cibo e al freddo. In totale i cinesi persero 48 156 unità, più di un terzo delle forze schierate. La nona armata rimase inattiva per i tre mesi successivi e fu in seguito riorganizzata in 18 divisioni che rimpiazzarono le 30 iniziali.
La battaglia pose fine all'aspettativa di una vittoria totale da parte delle forze dell'ONU, con l'occupazione della Corea del Nord e la riunificazione della penisola. Infatti, entro la fine del 1950, le forze cinesi e nord-coreane avevano riconquistato la Corea del Nord e respinto le forze delle Nazioni Unite a sud del 38º parallelo, portando il comando militare statunitense a prendere in seria considerazione l'evacuazione di tutte le forze statunitensi dalla penisola coreana. Solo dopo una serie di precipitiose ritirate, la formazione di una stabile linea difensiva permise alle forze delle Nazioni Unite, sotto il comando del tenente generale Matthew Ridgway, di restare in Corea.
D'altra parte, secondo lo storico Shu Guang Zhang, le vittorie a Chosin e Ch'ongch'on persuasero i comandanti del PVA che avrebbero potuto sconfiggere le forze armate statunitensi, e questo portò ad aspettative irrealistiche circa le possibilità del PVA. Inoltre, le pesanti perdite causate dalle basse temperature e dalle battaglie, insieme allo scarso supporto logistico, indebolirono le otto divisioni d'élite del 20º e 27º Corpo del PVA, portando allo scioglimento di due divisioni e favorendo la difesa delle linee delle forze ONU.